# 小行星963
小行星963（963 Iduberga）是一颗围绕太阳公转的小行星。
該小行星以發現者卡爾·威廉·萊茵姆特在曆書《Der Lahrer hinkende Bote》中選擇的女性人名伊杜貝爾嘉（Iduberga）命名。

## 参数
这颗小行星的绝对星等为12.49个天文单位，自转周期为3.0341小时。